# Blauwwanghoningeter
De blauwwanghoningeter (Entomyzon cyanotis) is een zangvogel uit de familie van de honingeters en het monotypische geslacht Entomyzon. Het is een soort die voorkomt in Australië en in Nieuw-Guinea.

## Beschrijving
De soort is ongeveer 31 cm lang, en het verenkleed van beide geslachten is gelijk: ze hebben een zwarte kop met een witte vlek op het achterhoofd, een kenmerkende, twee-kleurig blauwe naakte huid rond het oog. Het oog heeft een witte of gele iris en de snavel is zwart aan de punt en bleekgrijs bij de mondhoek. De vogel heeft een olijfgroene staart en rug.

## Verspreiding
Er zijn drie ondersoorten beschreven:
- E. c. albipennis, beschreven door John Gould (zie verspreidingskaartje) komt voor in het noorden. Deze vogels hebben meer wit op de vleugels, een relatief lange snavel en korte staart.
- E. c. griseigularis komt voor op Nieuw-Guinea en het uiterste puntje van de Australische provincie Queensland. De vogel werd voor het eerst beschreven door de Nederlander Eduard Daniël van Oort. Deze vogel is relatief klein (30 cm). Deze populatie vormt bastaards in een overgangszone in Queensland.
- E. c. cyanotis dit is de nominaat die werd beschreven door John Latham. Deze komt voor van Midden- en Zuid-Queensland tot in Zuid-Australië.

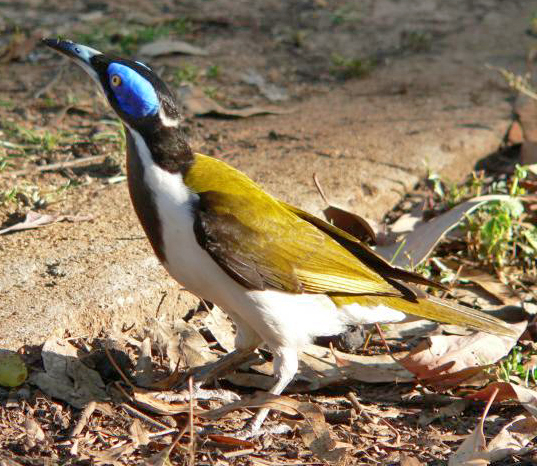
Ondersoort E. c. albipennis van de blauwwanghoningeter

## Leefgebied
De vogel komt voor in een groot aantal type leefgebieden, meestal open tot halfopen landschappen zoals bosaanplantingen langs waterlopen en aangelegde bossen, gebieden met veel struikgewas, moerasbos, suikerriet, bananenplantages, fruitboomgaarden, parken, golfbanen en tuinen. Het is een opvallende vogel die rond menselijke bewoning zich nogal brutaal gedraagt en graag mee-eet als de kippen gevoerd worden en als het fruit rijp wordt.

## Status
De grootte van de populatie is niet gekwantificeerd maar de soort wordt omschreven als zeer algemeen (albipennis) tot schaars (griseigularis en cyanotis). Op de Rode lijst van de IUCN heeft deze soort de status niet bedreigd.